# Apagomerina utiariti
Apagomerina utiariti är en skalbaggsart som beskrevs av Maria Helena M. Galileo och Martins 1989. Apagomerina utiariti ingår i släktet Apagomerina och familjen långhorningar. Inga underarter finns listade i Catalogue of Life.